# Muscoli adduttori dell'anca
I muscoli adduttori dell'anca sono alcuni muscoli adibiti all'adduzione delle cosce tramite contrazione muscolare, il cui potenziale di lavoro raggiunge i 99,4 kg•m.

## Anatomia
Vengono costituite da un insieme di muscoli:
- Muscolo gracile
- Muscolo pettineo
- Muscolo adduttore breve
- Muscolo adduttore lungo
- Muscolo grande adduttore
- Muscolo grande gluteo (fasci inferiori)
- Muscolo quadrato del femore
- Muscolo semimembranoso
- Muscolo semitendinoso
- Muscolo otturatore esterno